# 130

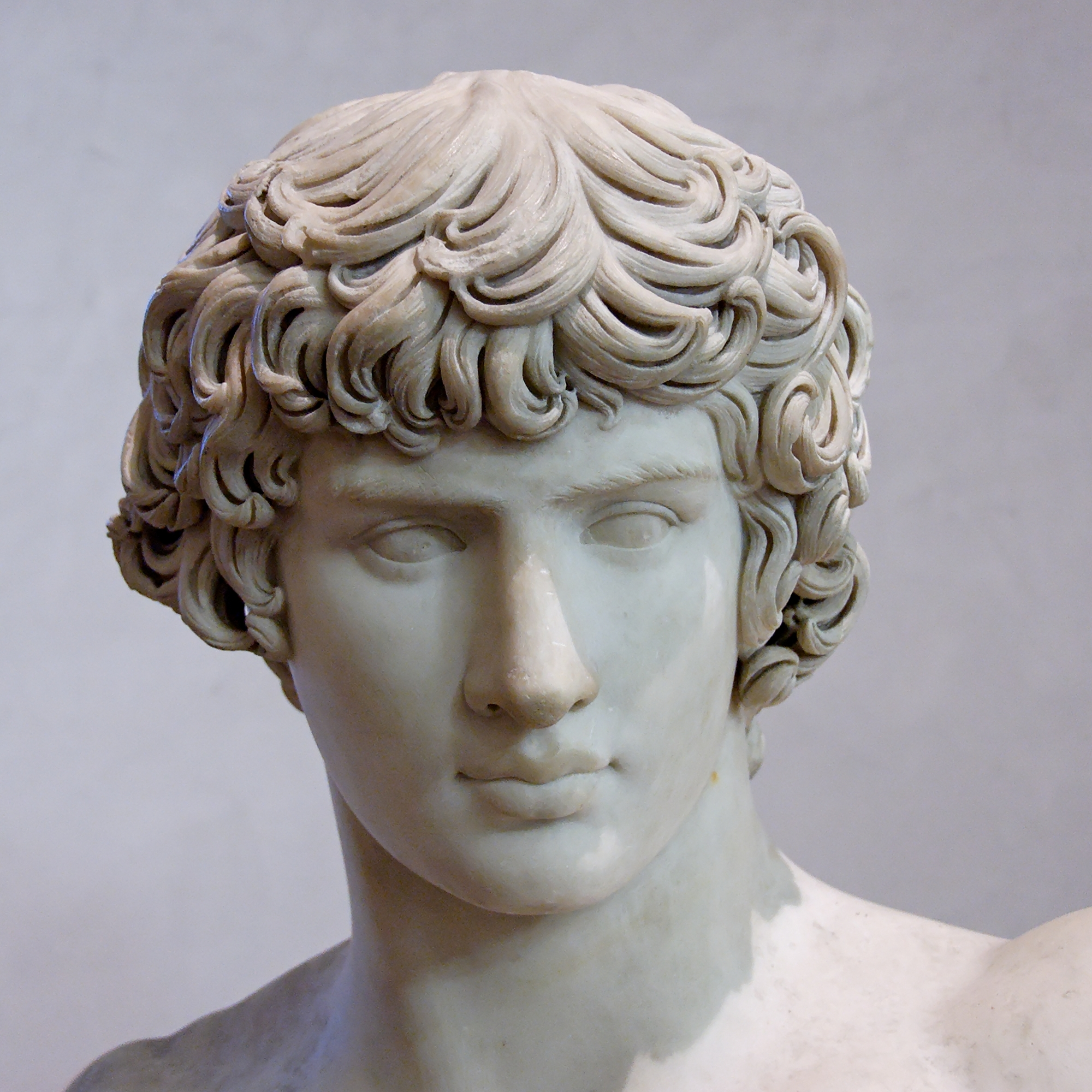
Antinoüs

Het jaar 130 is het 30e jaar in de 2e eeuw volgens de christelijke jaartelling.

## Gebeurtenissen

### Italië
- In Rome krijgt Publius Salvius Iulianus, Romeins jurist, van keizer Hadrianus de opdracht om uit de praetoredicten een wetboek (edictum perpetuum) samen te stellen.
- Apollodorus van Damascus wordt na kritiek op het ontwerp over de Tempel van Venus en Roma door de Senaat geëxecuteerd.

### Griekenland
- In Athene wordt de Tempel van de Olympische Zeus (Olympieion) voltooid en ingewijd door Hadrianus.

### Klein-Azië
- In de stad Attaleia (Antalya in het huidige Turkije) wordt ter ere van Hadrianus de Hadrianuspoort gebouwd.

### Egypte
- Antinoüs, de geliefde van keizer Hadrianus, valt tijdens een leeuwenjacht in de Nijl en verdrinkt. Hadrianus verklaart hem tot godheid.
- 30 oktober - Hadrianus sticht Antinoöpolis, in de stad verrijzen vele beelden van Antinoüs en worden Romeinse tempels gebouwd.

### Palestina
- Jeruzalem wordt door Hadrianus herbouwd, hij laat op de ruïnes van de heilige stad Jupiter Capitolinus bouwen. De tempel komt op de plaats van de Joodse Tempel.

### Japan
- Seimu (r. 130-192) volgt Keiko op als de 13e keizer van Japan.

## Geboren
- Aulus Gellius, Romeins schrijver en taalgeleerde (overleden 182)
- Avidius Cassius, Romeins veldheer en usurpator (overleden 175)
- Faustina de Jongere, keizerin en echtgenote van Marcus Aurelius (overleden 175)
- Lucius Aelius Verus, medekeizer van het Romeinse Keizerrijk (overleden 169)

## Overleden
- Antinoüs, Griekse geliefde van keizer Hadrianus
- Apollodorus van Damascus, Grieks architect en beeldhouwer
- Epictetus, Grieks stoïcijns filosoof
- Domitia Longina, keizerin en echtgenote van Domitianus
- Keiko, keizer van Japan